# 鬼嫁日記
『鬼嫁日記』（おによめにっき）は、2005年10月11日から12月20日まで毎週火曜日22:00 - 22:54に、関西テレビとメディアミックス・ジャパン（MMJ）の制作により、フジテレビ系の「火曜22時枠」で放送された日本のテレビドラマ。全11回。主演は観月ありさ。初回は10分、最終回は15分拡大して放送。
インターネットのブログに書き込まれた記録を単行本化した『実録鬼嫁日記』が、10万部のベストセラーとなり、関西テレビがテレビドラマ化を企画し制作。
また、2007年4月17日から6月26日まで同局同時間で、続編の『鬼嫁日記 いい湯だな』（おによめにっき いいゆだな）が放送された。

## 概要
第1期
同局のドラマ『アットホーム・ダッド』（2004年）の舞台である街（マークスプリングス、神奈川県横浜市瀬谷区にある新興住宅地）に、山崎家が引越してきたという設定で、同じ場所でロケが行われた。『アットホーム・ダッド』出演の永井大と滝沢沙織は同じ役名（結婚し同姓に）で出演し、第1話では山村和之（阿部寛）の娘・山村理絵（安藤咲良）と杉尾優介（雨上がり決死隊の宮迫博之）の息子・杉尾亮太（吉川史樹）が出演。また、第7話で大沢夫婦（滝沢沙織、永井大）が会話をしている時の回想、第10話で文福の社員たちが山崎家に行く時の亮介（小池徹平）の道案内に、『アットホーム・ダッド』の山村家が出てくる。
第2期
当初は、2007年4月10日放送開始予定だったが、捏造事件で打ち切られた『発掘!あるある大事典ll』の検証番組を4月3日に放送したため、4月3日に放送予定だった春のドラマスペシャル『くうねるところすむところ〜恋するニッカボッカ・ガール〜』は4月10日夜10時10分からの放送に変更となり、本作の放送開始も一週遅れた。
脱サラした一馬の実家の銭湯が舞台。タイトルの“いい湯だな”は出演者の加藤茶がメンバーであるザ・ドリフターズの曲にちなんでいる。
当作品の第2期からは日本テレビの土曜21時ドラマの遅れネットを行なっていた関係で前番組まで深夜に時差ネットしていた沖縄テレビでも同時ネットで放送されるようになった。

## あらすじ
第1期
主人公の山崎早苗は傍若無人、自分勝手な"鬼嫁"的存在。早苗の夫で文房具メーカー・文福に勤める恐妻家の山崎一馬は毎日、早苗の我が侭に振り回される日々。お人好しで気弱な一馬は、早苗の"鬼嫁"ぶりに耐え切れず、近所との軋轢に悩む。

## キャスト

### 山崎家
山崎早苗
演 - 観月ありさ
専業主婦。鬼嫁。唯我独尊で家庭内の都合は全て自分が取り仕切る。普段は専業主婦だが、第一期・第8話であゆみの勤務する洋菓子店のスタッフに急遽欠員が出たためピンチヒッターとして勤務した事がある。
山崎一馬
演 - ゴリ（ガレッジセール）
早苗の夫。恐妻家。文房具メーカー「文福」勤務（第1期）。実家は銭湯「竜乃湯」を営む。第2期では家庭の事情(後述)からそれまで勤務していた文具メーカーを退職し、実家の銭湯「竜乃湯」従業員として勤務。
山崎まどか
演 - 遠藤由実
早苗と一馬の娘。第一期では幼稚園児。

### 第1期
大沢家
- 大沢健児（スポーツクラブのサブマネージャー） - 永井大
- 大沢冴子（大沢の妻で幼稚園教諭） - 滝沢沙織

村井家
- 村井達也（弁護士） - 東幹久　古風な考えの持ち主で、妻が外に働きに出る事に対して否定的。
- 村井あゆみ（村井の妻） - 井上和香　結婚後は専業主婦をしていたが、洋菓子店で働きはじめる。

その他
- 沢村亮介（スポーツインストラクター） - 小池徹平　若くてイケメンなため、ジムの女性客達に人気がある。ジムのインストラクターになる以前は長らくフリーター生活を送っていた影響から生活力には長けており早苗に節約のノウハウを教えた。
- 向井久恵（ジムのおばさん） - 大島蓉子
- 増田郁江（ジムのおばさん） - 池田昌子
- 井口紀子（ジムのおばさん） - 川俣しのぶ
- 立花京子（スナックのママ） - 国分佐智子　一馬・健児・達也たちが行きつけのスナックのママ。透視能力があるらしい。
- 増田（文福の常務） - 中山仁
- 斉藤（文福の課長） - 近江谷太朗
- 中川由紀（沢村の彼女） - 加賀美早紀
- 吉岡里美（一馬の部下） - 西丸優子
- 倉田芳樹（一馬の会社の同僚） - 萩野崇
- 毎回カメオ出演 - 川田広樹（ガレッジセール）（友情出演）
- 田代伸介（早苗の父） - 田山涼成　
- 田代康子（早苗の母） - 木内みどり
- 第8話に、主題歌を担当している「中ノ森BAND」のボーカル中ノ森文子が特別出演。

### 第2期
銭湯「竜乃湯」(都心に近い場所にある銭湯。上はマンションになっている)
- 山崎竜五郎（一馬の実父。「竜乃湯」主人） - 加藤茶　妻(一馬の母)と銭湯「竜乃湯」を営んでいたが、死別。銭湯の売り上げとマンションの家賃収入があるため、お金の面では問題はないのだが、竜五郎一人では店の経営に手が回らないという事情から一馬たちと同居する事となる。
- 進藤祐介（大学生。「竜乃湯」のバイト） - 山本裕典

近所の人々
- 秋山ユリ（カリスマモデル） - 蛯原友里
- 進藤千恵（祐介の妹） - 児玉絹世
- 高岡健作（「ビューティ・タカオカ」美容師） - 高知東生
- 高岡久美（「ビューティ・タカオカ」美容師） - 鈴木砂羽
- 高岡真人（健作と久美の息子） - 渡邉奏人
- 桜沢美咲（区議会議員） - 川島なお美
- 陽光院（尼僧） - 野際陽子
- 倉田綾（「宝永堂」の娘） - 樋井明日香（HINOIチーム）
- 倉田綾の父（「宝永堂」の主人） - 深見亮介
- 秋山ユリのマネージャー - オクイシュージ
- 丸山美加（「Cafe Pasolini」の店員） - 柳原可奈子
- 小料理屋「薄化粧」のママ - 宮本真希

「竜乃湯」を訪れる人々
- 常連客のおばちゃん3人組 - 池田貴美子、鈴木美恵、井口玲子
- 常連客のホスト3人組 - 白石朋也、武田航平、成田昌児
- 常連客のホステス - 高木梓（第1話）
- 田辺圭子（携帯を忘れたお客） - 木内晶子（第3話）
- 佐藤（圭子の彼氏） - 菅原永二（第3話）
- ヤクザ風の男 - 稲宮誠（第3話）
- 山田康子（まどかの担任教師） - 吉村涼（第4話）
- まどかの学校の校長、教師 - 浅沼晋平、亀山助清（第4話）
- カラオケ合コンの女子大生 - 斉川あい、茂呂真紀子、土方みなみ（第4話）
- 安岡正樹（レストランチェーン・ペリーズのフランチャイズ詐欺犯） - 仲本工事（第5話）
- 吉岡信三（竜五郎の親友で、美咲の対立候補） - 不破万作（第6話）
- 塾長 - 橋下徹（後の大阪市長）（第7話）
- 立花君（一馬の同級生） - 池田鉄洋（第9話）
- 銭湯荒しの女 - 大谷允保（最終話）
- 警察官 - 川田広樹（ガレッジセール）（最終話、友情出演）
- お寺に彼氏との悩みを相談に来た女 - 久保田磨希（最終話）

## スタッフ
- 第1期
  - 原作 - カズマ「実録鬼嫁日記」（アメーバブックス刊）
  - 脚本 - 尾崎将也
  - 音楽 - 仲西匡
  - 演出 - 池添博、塚本連平、植田尚（MMJ）
  - 主題歌 - 中ノ森BAND「Oh My Darlin'」（インペリアルレコード）
  - 挿入歌 - Fayray「Spotlight」（R and C）
  - プロデューサー - 安藤和久（関西テレビ）、東城祐司・布施等（MMJ）
  - 制作 - 関西テレビ・MMJ
- 第2期
  - 原作 - カズマ「実録鬼嫁日記」（アメーバブックス刊）
  - 脚本 - 尾崎将也
  - 音楽 - 仲西匡
  - 演出 - 池添博、塚本連平、植田尚・小松隆志（MMJ）
  - 主題歌 - 谷村奈南「Again」（SONIC GROOVE）
  - 挿入歌 - ナナ・イロ「ブランケット」（R and C）（終わりの方のお風呂に入っているシーンのときに流れる）
  - プロデューサー - 安藤和久（関西テレビ）、東城祐司・布施等（MMJ）
  - 制作 - 関西テレビ・MMJ

## 放送日程

### 第1期（2005年）
| 話数                                                       | 放送日         | サブタイトル                      | 演出     | 視聴率 |
| ---------------------------------------------------------- | -------------- | --------------------------------- | -------- | ------ |
| 第1話                                                      | 2005年10月11日 | 家庭内焼肉地獄                    | 池添博   | 16.7%  |
| 第2話                                                      | 2005年10月18日 | 節約3万円地獄                     | 池添博   | 16.6%  |
| 第3話                                                      | 2005年10月25日 | 浮気裁判地獄絵図                  | 植田尚   | 15.6%  |
| 第4話                                                      | 2005年11月01日 | カロリー消費地獄                  | 塚本連平 | 12.9%  |
| 第5話                                                      | 2005年11月08日 | 休日温泉カニ地獄                  | 池添博   | 16.8%  |
| 第6話                                                      | 2005年11月15日 | 誕生日ギフト地獄                  | 植田尚   | 15.2%  |
| 第7話                                                      | 2005年11月22日 | 初心者の株地獄                    | 塚本連平 | 14.8%  |
| 第8話                                                      | 2005年11月29日 | 夫の家事地獄                      | 池添博   | 14%    |
| 第9話                                                      | 2005年12月06日 | 涙の夫婦会話地獄                  | 植田尚   | 15.5%  |
| 第10話                                                     | 2005年12月13日 | 夫の出世内助の功                  | 塚本連平 | 14.6%  |
| 最終話                                                     | 2005年12月20日 | 3夫婦離婚危機! クリスマス地獄絵図 | 池添博   | 16.2%  |
| 平均視聴率 15.4%（視聴率は関東地区・ビデオリサーチ社調べ） |                |                                   |          |        |

### 第2期（2007年）
| 話数                                                       | 放送日        | サブタイトル                    | 演出     | 視聴率 |
| ---------------------------------------------------------- | ------------- | ------------------------------- | -------- | ------ |
| 第1話                                                      | 2007年4月17日 | なんで大画面テレビがほしいのよ! | 塚本連平 | 14.6%  |
| 第2話                                                      | 2007年4月24日 | 銭湯の売り上げを上げるのよ!     | 塚本連平 | 14.0%  |
| 第3話                                                      | 2007年5月01日 | 浮気は絶対許さないわよ!         | 池添博   | 12.5%  |
| 第4話                                                      | 2007年5月08日 | まどかのイジメは 私のせい!?     | 小松隆志 | 12.8%  |
| 第5話                                                      | 2007年5月15日 | 主婦の夢って何だろう?           | 植田尚   | 12.2%  |
| 第6話                                                      | 2007年5月22日 | 主婦の味方を応援するのよ!       | 小松隆志 | 12.1%  |
| 第7話                                                      | 2007年5月29日 | まどかを塾に入れるのよ!?        | 池添博   | 09.5%  |
| 第8話                                                      | 2007年6月05日 | 夫婦で趣味を持つのよ!           | 植田尚   | 11.6%  |
| 第9話                                                      | 2007年6月12日 | 結婚記念日を何だと思ってるの!   | 池添博   | 11.9%  |
| 第10話                                                     | 2007年6月19日 | 私は罪な人妻なのよ!             | 植田尚   | 10.2%  |
| 最終話                                                     | 2007年6月26日 | 鬼嫁で何が悪い                  | 池添博   | 10.5%  |
| 平均視聴率 12.0%（視聴率は関東地区・ビデオリサーチ社調べ） |               |                                 |          |        |

## ロケ地
第1期
- 山崎家の最寄り駅：横浜市営地下鉄・仲町台駅
- 山崎家：マークスプリングス（横浜市瀬谷区五貫目町の分譲地）
- 一馬が福引で1等を当てたアウトレットモール：三井アウトレットパーク 多摩南大沢

## パロディなど
第2期
- ドラマ内で流れている曲は、「いい湯だな」をアレンジした曲。
- 前作同様にゴリ（カズマ）の着メロは、ベートーヴェンの「交響曲第5番 運命」である。
- 柳原可奈子が登場するカフェ店員のシーンでは、持ちネタそのままで演じている。
- 宮本真希が演じる女将の小料理屋の壁に、「うそだ」（中条きよしの「うそ」）など、昔のレコードのパロディものが4つ貼ってある。
- エンディングでは、NGシーンなどが放送される。
- 早苗の鬼嫁ぶりは、第1期に比べると若干、優しくなっている。
- ほぼ毎回といっていいほど、ヨガやバランスボール、また第7話では太鼓を使用するなどの説明をする「ユリユリのワンポイントレッスン」なるものがある。また、そのあとは大体の場合はCM。
- 第1話
  - 加藤茶（竜五郎）が、遠藤由実（まどか）に「ババンババンバンバン、風呂入ったか〜!、歯磨きしたか〜!、また来週〜!」と言うシーンがある。
  - ゴリ（カズマ）と加藤茶（竜五郎）が銭湯に置き忘れた女性のパンティをめぐる会話の中でゴリ（カズマ）がそのシーンの会話全てを沖縄の方言で通した（下には標準語の字幕が出た）。
  - カフェ店員の柳原可奈子が、ゴリ（カズマ）と加藤茶（竜五郎）にコーヒーを運んできた時、「昨日、銭湯にパンツ忘れたんですけど、誰か知りませんか?」と言うと、ゴリ（カズマ）がコーヒーを口からブワーっと吹き出し、加藤茶（竜五郎）が「オエ〜ッ」と吐き気のボケをした。
  - 最後の家の中でテレビを見ているシーンで、中ノ森BAND「Oh My Darlin'」（前作主題歌）と藤あや子「こころ酒」と犬の映像が映っていた。

- 第2話
  - 山本裕典（進藤祐介）とゴリ（カズマ）が、開店準備中の男湯の脱衣所で会話していた時、加藤茶（竜五郎）が、「お二人さんがんばってねー、それじゃー」と言って、「チャ・チャ・チャ・チャンチャラチャンチャン…（『8時だヨ!全員集合』などのコントのオチに使われる曲（盆回り））」と口ずさみながら去っていった。
  - 常連のお客さん（ホスト三人組）が、混雑していたので、「サウナにしようかなぁー、じゃーまたくるわ。」と言って出て行く時、加藤茶（竜五郎）が、「ちょっと〜、ちょっと!、ちょっと、ちょっと〜」と手の動きを合わせて、ザ・たっち風に言った。
  - 川島なお美（桜沢美咲）が配っていたビラの講演会の出演者は『アットホーム・ダッド』で阿部寛が演じた山村和之。この事は川島なお美の「この人、元は売れっ子CMディレクター…（ここで携帯が鳴る）」というセリフで分かる。

- 第3話
  - ゴリ（カズマ）と加藤茶（竜五郎）が銭湯の掃除中の会話で、ゴリ（カズマ）が沖縄の方言を交えて話した（下には標準語の字幕が出た）。
  - ヤクザ風の男がお客として竜乃湯に来た時、『仁義なき戦い』のテーマ曲が流れた。

- 第4話
  - ゴリ（カズマ）が、カラオケで歌おうと決めていた曲の歌手は、チェッカーズ・アルフィー・吉川晃司・安全地帯・一世風靡セピア・杉山清貴・田原俊彦・C-C-B・HOUND DOG・チューブ・少年隊・BOØWY・光GENJI・TMN・尾崎豊とほとんど80年代であった。しかし、加藤茶（竜五郎）ばかり歌ったので、ほとんど歌うことはできず。
  - ゴリ（カズマ）と観月ありさ（早苗）の入浴シーンで、遠藤由実（まどか）が忘れたヒヨコのおもちゃが登場した。

- 第5話
  - 竜乃湯で、柳原可奈子が、丸山美加お笑いライブショーとして、ショップの店員のネタをした。
  - 竜乃湯の開店準備中に加藤茶（竜五郎）が、「チョットだけよ!」のネタをした。
  - テレビ局（東西テレビ）の壁にいろんな番組のパロディ番組の視聴率の張り紙やポスターが張っている。
    - 『ニュースNIPPON』（『ニュースJAPAN』）、『結婚できない女』（『結婚できない男』）、『フリルな夜』（『スリルな夜』）、『ワシントン』（『リンカーン』）、他に『ナースのお仕事』、『笑っていいとも!』のパロディや、『ワシントン』出演者として、アップタウン（ダウンタウン）・うぃんたぁ〜す（さまぁ〜ず）・病み上がり決死隊（雨上がり決死隊）ほかの名前があった。

  - 映画館（さくらシネマ）の上映案内ポスターが、『グロッキー・ザ・ファイナル』（『ロッキー・ザ・ファイナル』）となっていた。

- 第6話
  - ゴリ（カズマ）と加藤茶（竜五郎）が選挙についての会話で、ゴリ（カズマ）が沖縄の方言を、加藤茶（竜五郎）が福島の方言を交えて話した（下には標準語の字幕が出た）。
  - YouTubeのパロディで、「You tofu」が登場した。またtofuを豆腐に置き換えると進藤祐介役の山本裕典が出演していた『仮面ライダーカブト』でのちょっとしたキーワードの「おとぅーふ」にもつながるネタ。
  - 樋井明日香（倉田綾）がヘッドホンで聞いていた音楽は、HINOIチーム「Dancin' & Dreamin'」（樋井明日香が所属しているグループの最新曲）である。

- 第7話
  - 銭湯と自宅アパートに偉人たちの肖像画が掲げられていた。また、自宅アパートには、ガイコツの模型、あいうえお50音表などが貼ってあり、食事に使うはしが鉛筆のはしとなった。

- 第8話
  - 競馬で負けたところを早苗（観月ありさ）に見られてしまった竜五郎（加藤茶）は「競馬やってたの?」という質問に「ちょっとだけよ〜」と答えていた。
  - カズマ（ゴリ）は早苗（観月ありさ）から貰った三万円で競馬をやっていた。「ユリユリの特別限定ストラップ」と碁盤が欲しかったらしい。結局負けてしまった。

- 第9話
  - ユリ（蛯原友里）の誕生日バスツアーの抽選箱にエビのマークが付いていた。
  - ゴリ（カズマ）と加藤茶（竜五郎）の会話で、ゴリ（カズマ）が沖縄の方言を、加藤茶（竜五郎）が福島の方言を交えて話した（下には標準語の字幕が出た）。

## 備考
- 第1期で共演した観月ありさと小池徹平は、2009年に尾崎将也が脚本を務めるTBS系ドラマ『おひとりさま』で再共演する。また1話にはゴリが友情出演した。またゴリと柳原可奈子は2010年4月からTBSの飛び出せ科学くんで共演している。